# Куйбышевский район (Москва)
Куйбышевский район — район Москвы, образованный в 1936 и упразднённый в 1991 году. Район был назван в честь советского политического и военного деятеля Валериана Куйбышева, который умер незадолго до образования района.

## История
Куйбышевский район был образован в 1936 году как один из 13 центральных районов и первоначально существовал в примерных границах образованного позднее Басманного района. На севере район граничил с улицей Кирова и Театральным проездом. Южная граница проходила по оси Бакунинская ул. — ул. Чернышевского — ул. Богдана Хмельницкого — ул. Куйбышева. На западе район граничил с Красной площадью. На востоке район обрамляло Садовое кольцо (улицы Садовая-Черногрязская и Садовая-Спасская).

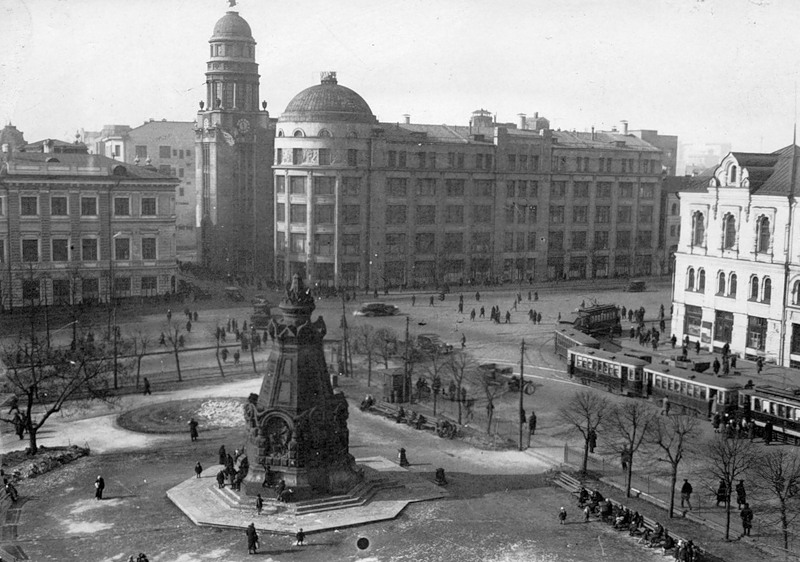
Площадь Ильинских ворот в 1936 году.

В 1957 году к Куйбышевскому району был присоединён Железнодорожный район, включавший Комсомольскую площадь.
В 1960 году была проведена реорганизация территориального устройства Москвы, и территорию Куйбышевского района (в границах Садового кольца, без территории бывшего Железнодорожного района) занял Бауманский район, а сам Куйбышевский район переместился на север восточной части Москвы. Северная и восточная границы реорганизованного района проходили по МКАД. На юге Куйбышевский район граничил со Сталинским (после 1961 года — Первомайский). На западе район соседствовал с Дзержинским районом (граница по Ярославскому направлению МЖД и по парку Лосиный остров).
В 1969 году из состава Куйбышевского района был выделен Сокольнический район, немного увеличена территория за счёт Первомайского района.
В 1991 году Куйбышевский район был упразднён, на его территории появились районы Метрогородок, Гольяново, Преображенский, Северное Измайлово, Богородское, Измайлово, Ярославский, Ростокино и Алексеевский.

## Население
| 88 472 | 184 745 | 305 763 | 351 085 | 345 828 |